# Veelwortelig kroos
Veelwortelig kroos (Spirodela polyrhiza) is een wilde plant uit de aronskelkfamilie (Araceae). De plant komt voor in zoet, voedselrijk water. Veelwortelig kroos kan zich vegetatief snel vermeerderen.
De schijfjes van dit plantje zijn vlak, cirkelrond tot omgekeerd eirond, aan de bovenkant groen en aan de onderkant meestal roodachtig. Een schijfje is een bladachtige stengel zonder bladeren.
Zoals de naam aangeeft, is het bijzondere aan deze soort het grote aantal worteltjes. Hierdoor is veelwortelig kroos gemakkelijk te onderscheiden van klein kroos (Lemna minor).
De bloemen zijn eenslachtig en eenhuizig. Een bloemdek ontbreekt. Aan de rand van een schijfje zitten vaak twee mannelijke en één vrouwelijke bloem bijeen. De mannelijke bloem heeft één meeldraad en de vrouwelijke bloem heeft een eenhokkig vruchtbeginsel.
Veelwortelig kroos bloeit van mei tot juni.
De vrucht is een droge vrucht en eenzadig.

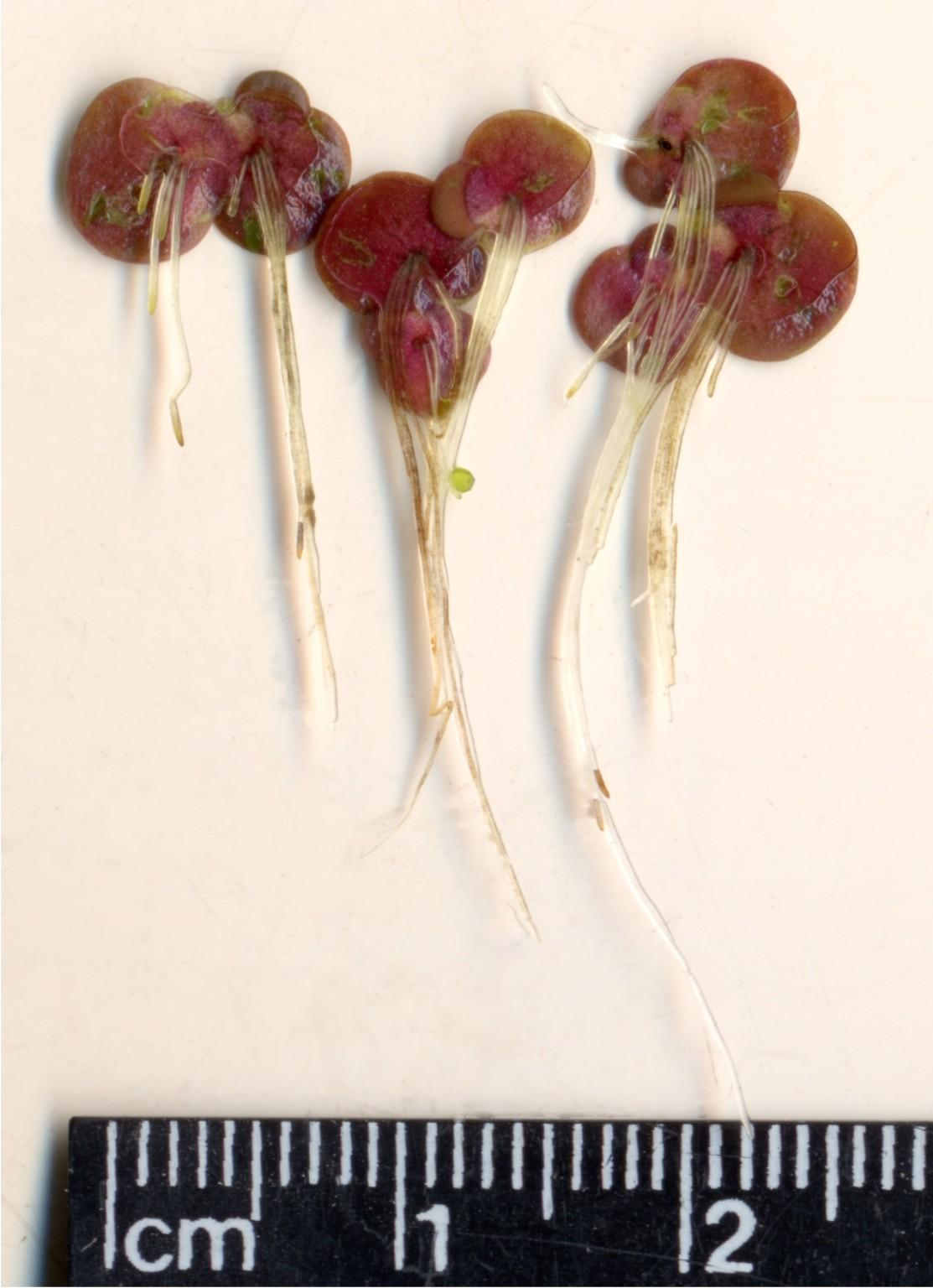
Paarse bodem/zijkant met draadachtige wortels